# Teofil Pančić
Teofil Pančić (Skoplje, 6. srpnja 1965. – ?, 2025.) bio je srpski novinar, politički komentator radija Slobodna Europa i kolumnist beogradskog tjednika "Vreme". Svoje kritičke i analitičke tekstove objavljivao je u brojnim listovima iz Srbije, i područja bivše Jugoslavije, kao i u publikacijama iz SAD, Rusije i više europskih zemalja. Član je Nezavisnog društva novinara Vojvodine (NDNV). Živio je u Zemunu i  Novom Sadu. 

### Napad
Dana, 24. srpnja 2010. godine u večernjim satima dvije su osobe napala Pančića u autobusu 83, u Zemunu i pretukli ga metalnom šipkom.

### Zajednički jezik
Potpisnik je Deklaracije o zajedničkom jeziku, u kojoj se tvrdi da se u Hrvatskoj, Bosni i Hercegovini, Srbiji i Crnoj Gori govore nacionalne standardne varijante zajedničkog policentričnog standardnog jezika, i o kojoj je govorio na predstavljanju Deklaracije u Beogradu i u medijima.

## Vanjske poveznice
- Životopis Teofila Pančića